# Neastacilla kerguelensis
Neastacilla kerguelensis là một loài chân đều trong họ Arcturidae. Loài này được Vanhöffen miêu tả khoa học năm 1914.